# Œuvres pour faire danser de Beethoven

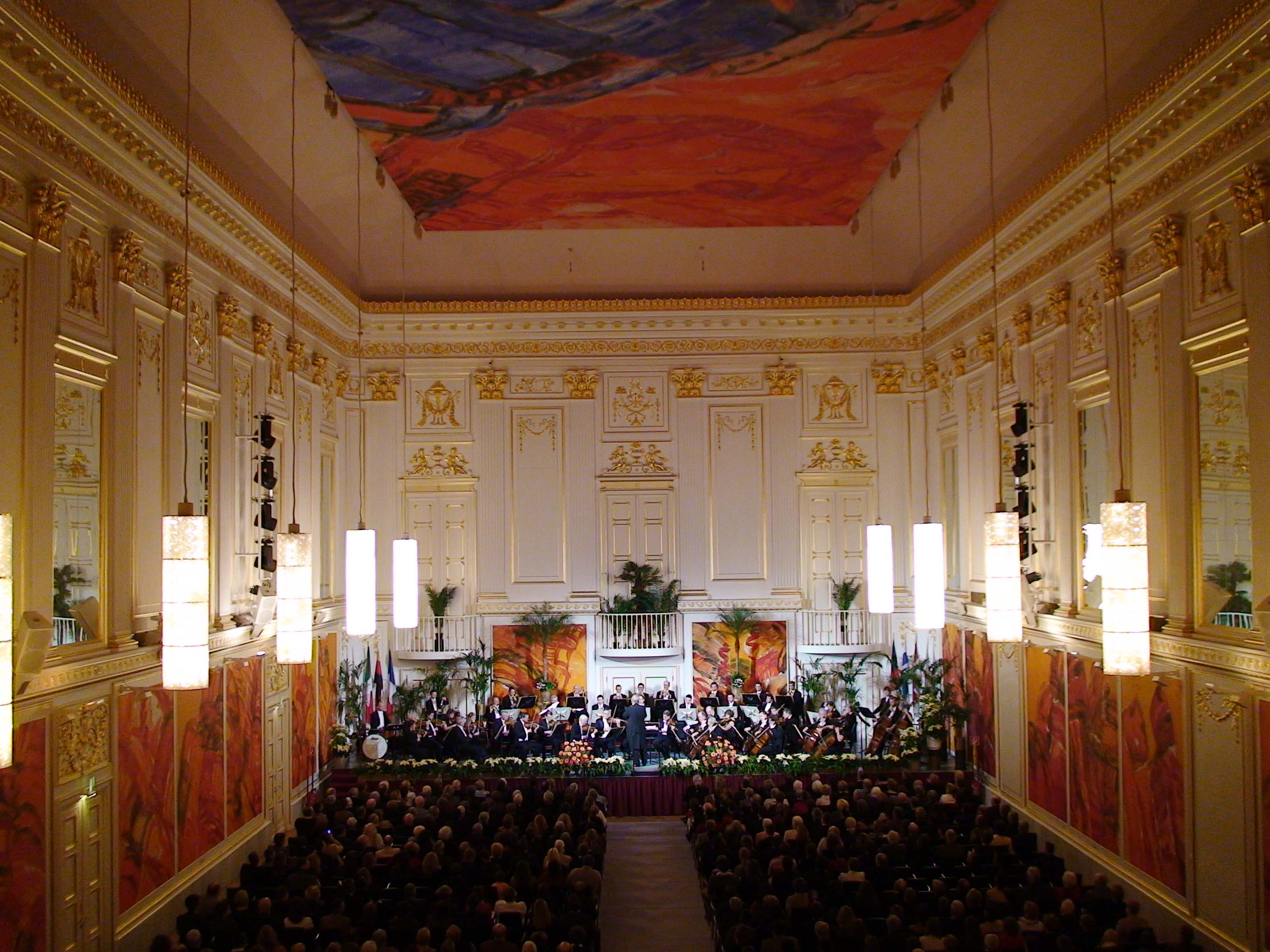
Concert de l'Orchestre de la Hofburg de Vienna, Großer Redoutensaal, Hofburg, Vienne (2008). Certaines des danses de Beethoven ont été créées dans cette salle.

Ludwig van Beethoven a composé des danses à travers les genres tels que menuet, danse allemande, contredanse, l'écossaise et la valse, presque toutes des danses populaires de la société de son temps. À la fin du XVIIIe siècle, la danse de cour qui domine est le très formel menuet ; mais au début du XIXe siècle, cette position est renversée par la valse qui rapproche les partenaires dans une plus grande intimité. La contredanse, avec sa mesure binaire, était aussi populaire auprès des classes moyennes, tandis que la « danse allemande » des villages de Bavière et d'Autriche a fourni la base de la valse elle-même.
Dans la musique de danse, l'attention n'est que partiellement axée sur la musique ; il faut donc la plus grande simplicité dans l'harmonie et la mélodie. Les œuvres écrites par Beethoven dans ce genre sont ainsi sans prétention et peuvent être considérées comme mineures dans sa production. Il est cependant des pièces qui annoncent les grands chefs-d'œuvre à venir.

## Introduction
« Que Beethoven s'intéressât de préférence à la musique de danse autrichienne, on ne saurait en douter en présence des faits. Jusqu'à son arrivée à Vienne, en 1792, Beethoven ne connaissait d'autre musique populaire, avec ses rythmes particuliers, que les airs des montagnes de Berg et de Clèves; on voit par le catalogue de ses compositions qu'il s'en est occupé beaucoup. Il s'est essayé, surtout, dans la musique de danse autrichienne, comme pour faire reconnaître, par ses essais, son droit de sujet. »

— Anton Schindler, Histoire de la vie et de l'œuvre de Ludwig Van Beethoven, Garnier frères (Paris), 1864, p. 107
Les danses composées pour orchestre par Beethoven sont parmi ses premières œuvres purement orchestrales et sont regroupées dans neuf recueils WoO 7 à 11, 13 à 17 auxquels il faut ajouter le tardif « Gratulations-Menuett » WoO3 (1822) — les WoO 12 et 16 ne sont pas de Beethoven. Presque toutes sont des compositions de circonstance. Les Douze Menuets WoO 7 et les Douze danses allemandes WoO 8 étaient destinés à l'une des redoutes avec bal masqué organisées chaque année fin novembre par la Société de pension des artistes de Vienne (Wiener Künstler-Pensions-'Institut) — une association suffisamment riche pour s'offrir les services de compositeurs en vue, tel Joseph Haydn en 1792, Leopold Kozeluch en 1793, Karl Ditters von Dittersdorf et Joseph Leopold Eybler en 1794. C’est probablement pour des circonstances analogues que furent composés les Six Menuets WoO 10, les Douze danses allemandes WoO 13 et les versions originales des Contredanses WoO 14. En revanche, un apparentement de genre, un nombre plus restreint d'instruments original, ainsi qu'une tournure simple et populaire des Ländler WoO 11 et 15, évoquent manifestement un cadre plus intime, tout au moins non officiel,.
Comme il était alors d'usage, les danses pour orchestre étaient publiées soit sous la forme d'une version pour piano, soit pour orchestre très réduit (le plus souvent deux violons et basse), tandis qu'un très petit nombre de copies de parties de la version originale était en vente. Les arrangements pour piano des menuets et des danses allemandes WoO 7, 8, 10 et 13, ainsi que les Ländler WoO 11 et 15, sont certainement, ou très probablement, de Beethoven lui-même. Les versions originales des WoO 10, 11 et 13 ont disparu. Toutefois, leur existence se laisse déduire d'après le titre même de la source (WoO 13), d'après la facture orchestrale de la version pour piano (WoO 10), ou bien de par l'analogie avec des recueils comparables (WoO 11 en comparaison avec WoO 15). Dans la plupart des cas, on ne peut répondre avec une certitude absolue à la question concernant l'authenticité des arrangements pour piano, car l'on ne possède aucune source autographe. La mention désignant explicitement le compositeur comme arrangeur des WoO 7 et 8, dans une annonce de la Wiener Zeitung du 16 décembre 1795, pourrait signifier qu'il était alors de règle que de tels arrangements eussent été réalisés par des copistes habiles, ou bien même chez l'éditeur. Il pourrait éventuellement être question, entre autres, du frère de Beethoven Karl en tant qu'arrangeur : on sait que celui-ci s’occupa pendant plusieurs années de façon intensive, et parfois même arbitraire, des affaires de Beethoven, et que d’après ses propres déclarations il arrangeait de temps à autre pour différents instruments des compositions de Ludwig — soi-disant sous la surveillance de ce dernier, mais dans certains cas assurément de sa propre autorité. La réduction pour piano des Sept Contredanses extraites des WoO 14, dont il est question dans l'appendice au catalogue WoO, se trouve dans une copie rédigée par lui, et réalisée probablement aussi à son instigation.
Beethoven a également composé des danses directement pour le piano et ce sont des œuvres relativement facile à jouer, sauf la Polonaise opus 89.

## Œuvres pour piano

### Menuet en mi bémol majeurWoO 82
Date de composition : 1783.
Durée : environ trois minutes.
Publication : 1805.
Partition libre.
La date de composition de ce menuet est incertaine mais la remarque manuscrite (en français) « dans l'âge de 13 ans » sur l'édition originale de 1805, semble plausible ; les fréquentes octaves de main gauche, de même que la facture polyphonique des mesures 17 à 24, font supposer qu'il s'agit d'un arrangement pour piano d'une composition pour ensemble instrumental assez ample.
La forme de la pièce est assez simple : la section principale est en deux parties, chacune répétée, suivie par une section en trio, aussi répétée, puis se conclut avec un remaniement de la première section; c'est le même modèle que celui utilisé dans d'autres menuets, y compris son célèbre Menuet en sol, une partie des Six menuets WoO 10. Le thème principal de ce menuet n'est pas aussi unique que ceux des œuvres plus connues, mais sa brillance est remarquable. Le trio montre une certaine habileté lorsque la ligne principale bascule sur la gauche, avec la main droite qui prend immédiatement l'accompagnement. Même bien conçu, ce petit morceau n'est pas une œuvre majeure parmi celles pour piano solo de Beethoven, pourtant, elle est attrayante et une grande réussite pour un enfant de treize ans.

### Allemande en la majeurWoO 81
Date de composition : (?) 1793, 1800 au plus tard.
Durée : environ deux minutes.
Publication : Breitkopf & Härtel, 1862-90.
Partition libre.
C'est sur un cahier d'esquisses qu'est notée l’Allemande WoO 81 (signifiant ici « danse allemande »), dans lequel se trouvent également des ébauches du « Flohlied » (« Chant de la puce ») op. 75/3, et maintes compositions non encore identifiées jusqu'ici. Derrière de nombreuses corrections, surtout dans la deuxième partie, se cache une version plus ancienne du morceau, d'un intérêt tout particulier si l'on considère les rapports frappants avec d'autres compositions de Beethoven. Environ vingt-cinq ans plus tard, il s'est servi de cette allemande (sans la partie mineure) comme passage central à la façon d'un trio, dans le deuxième mouvement de son quatuor à cordes en la mineur op. 132 (1825). Singulièrement, la citation débute avec la deuxième partie de l’Allemande, et provient d'une version plus ancienne de ce passage effacée lors d’une correction (1822, Beethoven envisageant peut-être de l'inclure dans les Bagatelles opp. 119 ou 126). Et c’est justement cette version ancienne que l'on retrouve également dans les Douze danses allemandes WoO 13 en tant que deuxième partie du n° 11, comme citation presque textuelle (bien entendu sur une mesure à 3/4, comme dans l'opus 132).

### Six écossaises en mi bémol majeurWoO 83
Date de composition : (?) 1806.
Durée : environ deux minutes.
Publication : 1807.
Partition libre.
Ces piécettes très simples doivent être jouées comme un seul morceau, ludique et humoristique. Le segment thématique est d'abord présenté puis suivi d'un refrain qui lie et unifie tout le matériau. Le refrain a un caractère chaleureux et il danse allègrement sur le clavier à chacune de ses apparitions. La pulsation est animée, l'écriture stimulante par son mélange d'élégance et de plaisirs joyeux. Beethoven l'a sans doute composée pour ses élèves, même si sa patte n'est pas identifiable.

### Polonaise en ut majeurop.89
Date de composition : décembre 1814.
Durée : environ six minutes.
Publication : mars 1815, Pietro Mechetti (Vienne).
Partition libre.

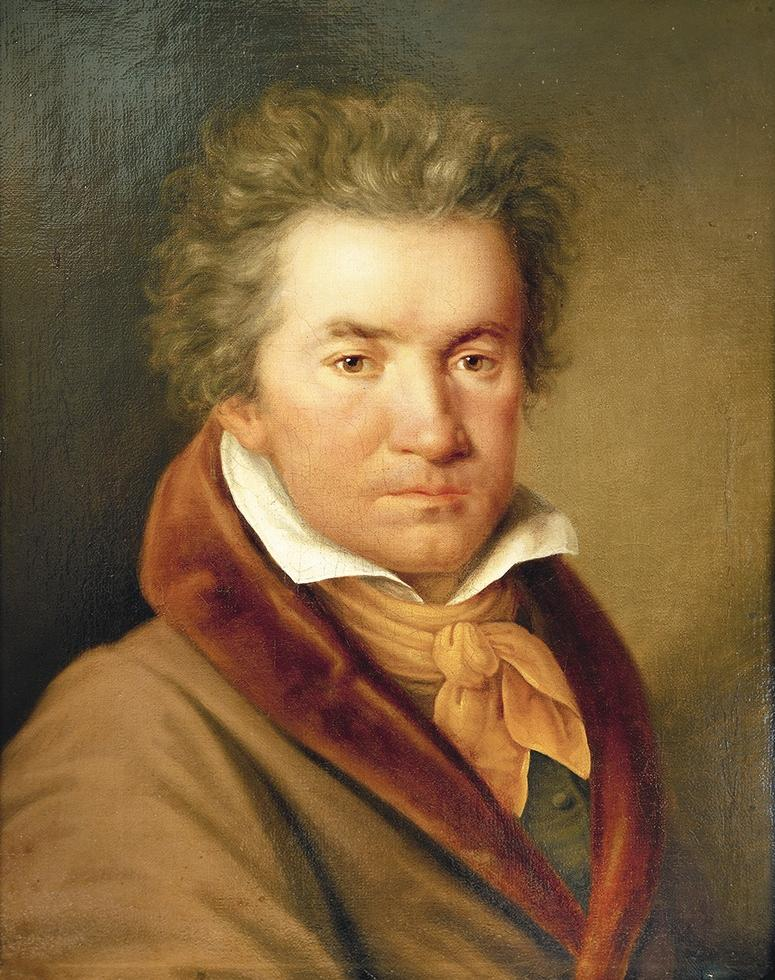
Portrait de Ludwig van Beethoven en 1815 par Willibrord Joseph Mähler (1778–1860).

À l'occasion du Congrès de Vienne (septembre 1814-juin 1815), l'ambassadeur de Russie, le comte Andreï Razoumovski — un des premiers mécènes de Beethoven — joue un rôle important, assurant à la Russie des droits sur la Pologne, et il est fait prince. Beethoven est invité à participer à plusieurs des mondanités organisées à l'occasion du Congrès et est présenté une première fois à la tsarine Élisabeth Alexeïevna qui avait demandé à le rencontrer. Fin janvier 1815, Beethoven écrit une lettre au baron Joseph von Schweiger : « Votre Excellence m'a fait part de la nouvelle très agréable que l'Impératrice aurait accepté avec satisfaction ma petite offrande. Voici mon désir le plus cher enfin accompli — Mais quel bonheur ce serait pour moi si je pouvais le faire savoir au monde entier […]» Il s'agit de la Polonaise opus 89. Le 25 janvier 1815, l'archiduc Rodolphe organise une cérémonie, en présence de la tsarine, au cours de laquelle Beethoven joue la Polonaise, une réduction pour piano de sa 7e symphonie et la cantate Adélaïde opus 46 ; c'est le dernier concert de Beethoven en tant que pianiste. Schindler raconte : « Beethoven ne se rappelait pas sans émotions ces jours de réceptions au Burg-impérial et à l'ambassade russe où les grands personnages lui faisaient la cour et le traitaient avec une grande distinction. ».
La Polonaise est dédiée à « Sa majesté Élisabeth, impératrice de toutes les Russies » et Beethoven reçut cinquante ducats, une somme considérable à l'époque pour une composition pour piano seul de longueur modeste. Ce présent à la tsarine semble avoir joué en faveur de Beethoven car son mari, le tsar Alexandre Ier, lui versa également cent cinquante ducats, plus ou moins dû à Beethoven depuis douze ans pour les trois sonates pour violon et piano de l'opus 30 (n° 6, 7 et 8), dédiée au tsar.
L'œuvre commence par un passage en forme de cadence, à la manière de celle qui ouvre le Cinquième concerto. Le thème, traité de manière énergique, est suivi par une partie centrale, « sorte de paraphrase de la danse connue, et qui faisait déjà fureur à l'époque. Très caractéristique, en particulier, de la création beethovénienne en sa maturité, cette manière de réaliser une véritable « abstraction » du rythme d'accompagnement de la Polonaise (croche – deux doubles croches - quatre croches), sans qu'on puisse créditer cette manière des soucis d'expressivité dramatique qui seront ceux d'un Chopin. Ici, au contraire, priment l'élégance, le brillant, la légèreté — même dans le bref trio en la bémol majeur intercalé par l'auteur en dehors de toute convention »). La coda fait entendre un bref extrait de la cadence d'ouverture.

### Valse en mi bémol majeurWoO 84
Date de composition : 21 novembre 1824.
Durée: environ une minute.
Publication : 1824, Karl-Friedrich Müller (Vienne) — Recueil "Musikalisches Angebinde zum Neuen Jahr".
Partition libre.
L'acteur viennois Karl-Friedrich Müller qui, par suite d'une maladie, se trouvait dans l'impossibilité de continuer à exercer sa profession, s'adressa à une cinquantaine de compositeurs pour être aidé et publia à compte d'auteur trois recueils de danses, chez Sauer & Leidesdorf, chaque fois à la fin de l'année. Par pitié envers Müller, Beethoven donna sa contribution avec la Valse en mi bémol majeur WoO 84, la Valse en ré majeur WoO 85 et l’Écossaise en mi bémol majeur WoO 86. Ce sont les trois dernières compositions de danse pour piano que Beethoven a écrites.
Cette valse en mi bémol majeur n'a que 22 mesures et, dans ce court laps de temps, Beethoven présente un thème attrayant, des harmonies innovantes à défaut d'être particulièrement inhabituelles, et certains tours de passe-passe digitaux dans le trio, quand Beethoven indique un diminuendo à mi-chemin, créant l'illusion sonore que le changement de tonalité intervenu à la 9e mesure n'a pas eu lieu. La dernière partie de l'œuvre est remarquable : les deux mains jouent sur cinq octaves, créant un passage coloré dont le mélange des notes graves et des aiguës évoque certains des scherzos des derniers quatuors à cordes.
Cette valse préfigure à bien des égards la mode du début du XXe siècle. Le thème est élégant et gai, mais préoccupé aussi, et dans le trio la musique sonne de manière un peu parodique, surtout lorsque les mains jouent à leur plus grand écart. Dans l'ensemble, ce doit être compté parmi les plus importants de pièces brèves pour piano du compositeur de sa dernière période.

### Valse en ré majeurWoO 85
Date de composition : 14 novembre 1825.
Durée : moins d'une minute.
Publication : 1825, Carl-Friedrich Müller (Vienne) — Recueil "Seyd uns zum zweytenmal willkommen !".
Partition libre.
Beethoven compose cette valse légère et joyeuse alors qu'il est plongé dans le travail de ses derniers quatuors à cordes. Son aspect peut-être le plus inhabituel est que les deux mains restent dans le registre aigu partout, forçant la main droite à jouer dans un registre très élevé et produisant un effet “boîte à musique”. En deux parties de huit mesures, la pièce tire son contraste de l'harmonie. La première phrase se dirige vers la dominante en son milieu et répète sa première moitié pour revenir à la tonique. La deuxième phrase est construite selon le même principe, créant le sentiment d'un tout unifié.

### Écossaise en mi bémol majeurWoO 86
Date de composition : 14 novembre 1825.
Durée : moins d'une minute.
Publication : 1825, Carl-Friedrich Müller (Vienne) — Recueil "Ernst und Tändeley".
Partition libre.
L'œuvre est très courte — une seule ligne avec accompagnement. Beethoven adhère ici au format de l'écossaise traditionnelle et l'harmonie alterne principalement entre la tonique et la dominante de si bémol majeur. Même dans une pièce d'une telle brièveté et simplicité Beethoven s'est efforcé de créer l'unité. Par exemple, les deux premières mesures de la deuxième mélodie contrastante reproduisent les quatrième et cinquième mesures de l'exposition et apparaissent à nouveau trois mesures plus tard dans la deuxième partie, mais une octave plus haut.

## Œuvres orchestrales et pour petits ensembles

### Douze menuetsWoO 7
Date de composition : 1795.
Durée : environ vingt-trois minutes.
Publication : 1795.
Partition libre.
1. Menuet en ré majeur
2. Menuet en mi♭ majeur
3. Menuet en sol majeur
4. Menuet en mi♭ majeur
5. Menuet en do majeur
6. Menuet en la majeur
7. Menuet en ré majeur
8. Menuet en si♭ majeur
9. Menuet en sol majeur
10. Menuet en mi♭ majeur
11. Menuet en do majeur
12. Menuet en fa majeur

Instrumentation : flûte piccolo, 2 flûtes, 2 hautbois, 2 clarinettes, 2 bassons, 2 cors, 2 trompettes, timbales, violons, violoncelles, contrebasses.
Les WoO 7 et 8 furent créées dans leur version originale pour orchestre le 22 novembre 1795 à la « petite salle impériale et royale des redoutes » alors que Beethoven se lançait à la conquête du public viennois. Quelques semaines plus tard, déjà, paraissait la réduction pour piano « de Monsieur l’auteur lui-même », selon les termes de l’éditeur Artaria.
Ces douze menuets partagent tous la même forme : le thème principal, de huit ou seize mesures, est joué et immédiatement répété ; il est suivi par une section en trio qui est également répétée, puis le menuet se termine par une reformulation de la danse d'ouverture. Tous les trios sont composés pour trois vents solo — le mot « trio » se réfère ici à la partie centrale d'un menuet. La plupart de ces danses sont des compositions charmantes qui comportent des pages délicieuses ; parmi les numéros plus attractifs on notera les trois premiers, le sixième, le dixième (avec des effets d'écho dans le trio) et le douzième.

### Douze danses allemandesWoO 8
Date de composition : 1795.
Durée : environ quinze minutes.
Publication : 1795.
Partition libre.
1. en do majeur
2. en la majeur
3. en fa majeur
4. en si♭ majeur
5. en mi♭ majeur
6. en sol majeur
7. en do majeur
8. en la majeur
9. en fa majeur
10. en ré majeur
11. en sol majeur
12. en do majeur

Instrumentation : flûte piccolo, cor de postillon, 2 flûtes, hautbois, clarinettes, bassons, cors, trompettes, cordes, timbales, triangle, tambourin et grosse caisse.
La grande présence des instruments à vent donne beaucoup de couleur à ces pièces qui, si elles sont généralement bien conçues, ne révèlent pas le côté le plus inventif de Beethoven. Un de leurs points communs est dans la coda élargie, préfigurant clairement ses idées dans le domaine de la symphonie. La dernière danse se termine même à la manière d'une symphonie glorieuse, les cuivres en forme de fanfare grandiose étant fermement soutenus par les percussions. Les troisième et quatrième danses sont également remarquables, la première pour son écriture polyphonique habile et la seconde pour son trio joliment conçu. Il y a aussi de nombreux passages brillamment orchestrés pour les divers instruments, dont un solo cor de postillon dans la douzième danse et quelques solos enchanteurs pour la clarinette et les cors dans la cinquième. Les rythmes de la sixième ont un grand attrait dans leur accentuation excentrique; la huitième et la neuvième danse sont à la fois charmantes dans leur matériau thématique et leur atmosphère lumineuse. Ces danses offrent certes plus de couleur et de substance dans leur version orchestrale, mais la version de piano leur rend la netteté et le charme qui leur sont propres.

### Six menuetsWoO 9
Date de composition : vers 1795.
Durée : environ treize minutes.
Publication : 1795.
1. en mi bémol majeur
2. en sol majeur
3. en do majeur
4. en fa majeur
5. en ré majeur
6. en sol majeur

Instrumentation : 2 violons et basse (violoncelle).
Ces six danses existent également dans une version pour piano, mais Beethoven, sans doute insatisfait de leurs qualités, ne les a jamais orchestrées.

### Six menuetsWoO 10
Date de composition : 1796.
Durée : environ treize minutes.
Publication : 1796.
Partition libre.
1. en do majeur
2. en sol majeur
3. en mi♭ majeur
4. en si♭ majeur
5. en ré majeur
6. en ré majeur

La version originale pour orchestre de ces pièces est perdue et ils ont peut-être aussi existé dans une version pour deux violons et basse (ou violoncelle) ; seule la version pour piano subsiste. En outre, il est possible que cet ensemble ait fait partie d'un seul cycle avec les six menuets WoO 9.
Chacun des morceaux du WoO 10 dispose d'un trio et la section principale et le trio sont en deux parties, chacun repris. Tous les six offrent un attrait mélodique et harmonique certain, le trio offrant généralement plus de lyrisme. Le menuet en sol majeur fait partie des pièces pour débutants au piano.

### Six danses allemandesWoO 42
Date de composition : 1795-1796.
Durée : environ cinq minutes.
Publication : 1814.
Partition libre.
Cette œuvre peu sophistiquée pour piano et violon est dédiée à la comtesse Thun et a sans doute été révisée pour sa publication en 1814. Il n'y a presque pas de modulation, et l'on trouve peu de variété dans leur structure rigide d'une paire de huit mesures qui sont chacune répétées ; la troisième et la sixième danse font office de trio. L'écriture pianistique est ici supérieure à celle du violon qui est plutôt rudimentaire, reflétant généralement la main droite du piano ou fournissant un accompagnement sans imagination.

### Sept Ländler en ré majeurWoO 11
Date de composition : 1798 ou 1799.
Durée : environ cinq minutes.
Publication : 1799, Artaria,.
Partition libre.
L'original pour deux violons et basse est perdu ; on ne connaît que la transcription pour piano. Cette œuvre est une commande pour la Redoutensaal, lieu culturel en vogue à Vienne du temps de Beethoven. Des esquisses de ces danses sont mêlées à celles des Variations WoO 77. La coda a un effet de bourdon rustique que Beethoven réutilisa plus tard pour le Rondo final de sa Sonate Pastorale, également en ré majeur.

### Douze menuetsWoO 12(apocryphes)
Date de composition : 1799.
Publication : 1955.
En 1872, le bibliothécaire de la Société de pension des artistes de Vienne découvre les parties d'orchestre manuscrites de douze menuets, avec l'inscription « Del Sigr. Luigi de Beethoven 1799 ». Ces pièces sont considérées par les experts de l'époque comme authentiques et numérotées WoO 12 dans le catalogues Kinsky-Halm publié en 1955.
En 1977, à l'occasion de recherches sur ces menuets, le musicologue Shin Augustinus Kojima découvre qu'en tenant l'inscription « Del Sigr. Luigi de Beethoven 1799 » contre la lumière, un autre nom apparaît sous « Luigi » : « Carlo ». L'auteur de ces menuets était donc le frère cadet de Beethoven, Kaspar Karl. À l'instar de Ludwig, il avait tenté sa chance en tant que musicien et compositeur après établissement à Vienne en 1794. Bien qu'il ait reçu une éducation musicale à Bonn, Karl n'avait pas le talent de son frère et eut peu de succès dans le domaine musical. En 1800, il acceptait donc un poste sûr en tant que fonctionnaire au département des finances de la « Royal Universal Staatsschuldenkassa ».
D'autres recherches ont montré que l'encre utilisée pour changer « Carlo » en « Luigi » était exactement la même que celle utilisée par le bibliothécaire de la Société de pension des artistes de Vienne pour cataloguer sa découverte en 1872 …
Musicalement, ces douze menuets de Kaspar Karl sont d'un niveau comparable aux autres ensembles de musique de danse (WoO 7, 8, 10, 13, 14) composés par son frère Ludwig. Il est clair qu'il avait un véritable don pour la mélodie ; sa compréhension de l'harmonie était du dernier cri pour cette époque, alors que son orchestration, plutôt épaisse, contient de nombreuses subtilités dont certaines étaient alors inconnues de Ludwig.

### Douze danses allemandesWoO 13
Date de composition : entre 1796 et 1797.
Durée : environ quinze minutes.
Partition libre.
1. en ré majeur
2. en mi bémol majeur
3. en sol majeur
4. en ré majeur
5. en fa majeur
6. en mi bémol majeur
7. en ré majeur
8. en sol majeur
9. en mi bémol majeur
10. en do majeur
11. en la majeur
12. en ré majeur

L'œuvre originale n'a pas été publiée et est perdue ; seule subsiste la transcription pour piano. Bien que ces pièces soient mineures dans l'œuvre de Beethoven, elles sont toutes bien conçues et plusieurs annoncent les nombreux chefs-d'œuvre à venir. La deuxième en particulier comporte des similitudes thématiques avec le menuet de la Première symphonie écrite quelques années plus tard. La quatrième danse est aussi intéressante de par sa coda brillamment conçue, qui expose un matériau thématique minutieusement issu du trio, ainsi que des modulations surprenantes. La onzième danse est un autre moment fort du cycle : Beethoven semble avoir reconsidéré ses thèmes dans son Quatuor op. 132 (deuxième mouvement).

### Douze contredansesWoO 14
Date de composition : 1800-1801.
Durée : environ onze minutes.
Publication : 1802.
Partition libre.
1. en do majeur
2. en la majeur
3. en ré majeur
4. en si bémol majeur
5. en mi bémol majeur
6. en do majeur
7. en mi bémol majeur
8. en do majeur
9. en la majeur
10. en do majeur
11. en sol majeur
12. en mi bémol majeur

Cet ensemble utilise des compositions de provenance disparate. Selon Barry Cooper, les esquisses pour le ballet Les Créatures de Prométhée op. 43 (1801) montrent que le thème du n°7 a été « créé pour ce ballet — il apparaît sous une forme quelque peu primitive sur une esquisse (Landsberg 7, p. 139). Il n'en aurait pas été ainsi si la contredanse avait préexisté, et donc le ballet a dû venir en premier. Cette conclusion est confirmée par le manuscrit autographe do WoO 14 n°7. Il est le troisième d'une série de quatre contredanses écrite pour un certain Monsieur de Friederich (que Beethoven nomme facétieusement Liederlich — débauché ou négligé — dans le manuscrit). Les trois autres pièces de l'ensemble (WoO 14 nos. 10, 9 et 2) ne sont pas esquissées avant la fin de 1801 dans le cahier d'esquisses Kessler (SV 263, fos  9ro -10ro ), soit six mois après la première du ballet, date à laquelle Beethoven a dû adapter le thème du ballet en contredanse. Afin d'assembler un cycle de douze contredanses pour la publication, Beethoven associe ces quatre pièces à une paire (WoO 14 nos 5 et 1) écrite peu avant, un groupe de trois (WoO 14 nos. 3, 4 et 6) écrites vers 1795 et la partition d'un copiste des nos. 8, 4 et 12. La plupart des danses portaient un numéro qui reflétait leur position dans leur ensemble d'origine (ainsi, les premières étaient numérotée 1 à 4); Beethoven les renumérota avec un crayon rouge, un procédé qu'il commença à utiliser pour la retouche de manuscrits. Certaines danses furent renumérotées plusieurs fois pour revenir finalement à leur numérotation d'origine (la deuxième copie du n°4 étant ignorée). Comme il n'y avait que onze danses, il adapta un autre morceau des Créatures de Prométhée pour créer le n°11. L'ensemble des douze danses fut alors envoyé à Mollo » qui publie les parties d'orchestre en avril 1802,.
Seules les six premières pièces ont été publiées dans la version pour piano par Mollo (Vienne, 1802), mais la partition d'un copiste contient également les nos. 7 à 9. Il est douteux que Beethoven ait jamais écrit une version pour piano pour les trois autres danses. Selon Shin Kojima les danses nos. 8 et 12 (Hess 102 nos 1 et 9) sont peut-être écrites par Kaspar Karl van Beethoven, le frère de Ludwig, à partir d'esquisses de Ludwig.

### Six Ländler en ré majeurWoO 15
Date de composition : 1802.
Durée : environ six minutes.
Publication : 1802 (version piano), 1865 (parties d'orchestre).
Partition libre.
Ces six danses allemandes — elles sont également connues sous ce nom — sont la dernière commande que Beethoven a accepté pour le bal annuel de la Société de pension des artistes de Vienne. Elles ont été composées en même temps ou juste avant la Deuxième symphonie et les musicologues ont été prompts à souligner les similitudes entre les deux œuvres. La symphonie et les danses sont dans la même tonalité et il y a beaucoup de caractéristiques harmoniques, rythmiques, et même thématiques communes. La Deuxième symphonie était presque aussi révolutionnaire que la Symphonie héroïque (1803), et bien que ces danses ne peuvent prétendre à une grande importance, elles sont néanmoins loin d'être négligeables en termes de séduction musicale et d'expérimentation harmonique. Elles sont toutes colorées et mélodieuses, pleines de vigueur et de bonne humeur et contiennent un sens de l'humour. En les écoutant, on peut sentir l'ambiance festive et même imaginer des danseurs en mouvement. Malgré les limites formelles de ce type de musique légère, Beethoven réussit à donner un sens de l'aventure à la plupart de ces pièces. Il y a quelques accents rythmiques intéressants dans la belle quatrième danse et les rythmes porteurs de la première et cinquième offrent également des inflexions excentrique similaires. Beethoven a fourni des harmonies chromatiques assez avancées pour la sixième danse qui, bien que de nature différente, sont similaires dans les sonorités à celles utilisées dans les mouvements extrêmes de la symphonie. On peut observer que ces danses sonneraient de manière encore plus proche de la symphonie si Beethoven en avait façonné une version orchestrale, comme il le faisait souvent.  

### Douze écossaisesWoO 16(apocryphe)
Le 21 mars 1807, l'éditeurs berlinois Träg annonce vendre « Douze Écossaises pour 2 violons et contrebasse (ou 2 flûtes et cor, ou transcrites pour le piano) de Ludwig van Beethoven ». Le véritable éditeur de ces danses est Rudolph Werkmeister à Berlin et, comme nous le savons aujourd'hui, il ne s'agit pas d'œuvres de Beethoven, mais plutôt d'arrangements anonymes et plutôt médiocres de thèmes de Beethoven mêlés à d'autres thèmes d'origine inconnue. Beethoven n'avait rien à voir avec cette édition, tout comme il n'a jamais eu de relations d'affaires avec Werkmeister — le premier éditeur à Berlin avec qui il a eu des contacts était Schlesinger en 1819.
Selon Martin Stählin, les sources des écossaises sont les suivantes :
1. Première symphonie, op. 21, premier mouvement, 1er thème
2. Deuxième symphonie, op. 36, premier mouvement, 2e thème
3. Quatuor à cordes op. 18 n°2, quatrième mouvement, 1er thème
4. Quatuor à cordes op. 18 n°5, troisième mouvement, thème
5. Source inconnue
6. Octuor op. 103, quatrième mouvement, thème
7. Sonate pour piano op. 49 n°1, premier mouvement, 1er thème, en majeur
8. Source inconnue
9. Sonate pour piano op. 10 n°2, troisième mouvement, 1er thème
10. Sonate pour piano op. 2 n°1, quatrième mouvement, 1er thème, en majeur
11. Source inconnue
12. Source inconnue

### Onze dansesWoO 17(apocryphes)
Anton Schindler écrit ainsi à propos d'un séjour estival de Beethoven en 1819 :

« Le dernier essai de ce genre-là [la danse] date de 1819, au moment de la composition de sa « Missa solemnis ». Quelques détails sur ce point ne seront pas sans intérêt pour les lecteurs, à propos de la symphonie pastorale. Il y avait, à l'auberge des Trois-Corbeaux, à Brühl, près Mœdling, un orchestre de sept musiciens venus des bords du Rhin, qui jouait des valses (ländler), d'une manière particulière, avec les fions du pays natal. Dès qu'on eut fait connaissance de part et d'autre, des valses et d'autres danses furent composées pour cette société. Dans l'année ci-dessus, Beethoven consentit à composer des valses à la demande du chef d'orchestre. J'étais présent à la remise de cette nouvelle œuvre aux musiciens, à Mœdling. Leur maître nous raconta gaiement « qu'il avait arrangé ces danses de manière que les musiciens pussent changer d'instruments, se reposer, et dormir même. Quand le chef d'orchestre, enchanté du beau cadeau, partit, Beethoven me demanda alors si je n'avais pas remarqué que les musiciens du village dormaient souvent en jouant ; quelquefois ils laissaient tomber leur instrument, se taisaient tout-à-fait, puis, se réveillant tout à coup, ils donnaient bravement quelques coups d'archet, dans le ton du morceau, et se rendormaient de nouveau. C'est le jeu de ces pauvres musiciens, que le grand maître aura voulu copier dans la symphonie pastorale. »

— Anton Schindler, Histoire de la vie et de l'œuvre de Ludwig Van Beethoven, Garnier frères (Paris), 1864, p. 107.
En 1905, le musicologue Hugo Riemann trouve des copies de parties pour des danses dans les archives de la Thomasschule à Leipzig. À première vue, il pense qu'elles sont de Carl Maria von Weber. Mais ensuite, il découvre que la manière de Weber de composer des danses est différente, plus simple. Weber ne pouvait donc pas être le compositeur. Lorsque Riemann est tombé sur le compte rendu ci-dessus par Schindler, il a clamé dans sa publication que les danses étaient celles de Mödling et les a attribué à Beethoven. Les manuscrits décrits par Riemann ont disparu pendant la Seconde Guerre mondiale et il n'est donc pas possible de les vérifier.
L'authenticité des onze danses est depuis contestée par Shin Augustinus Kojima : Schindler n'est pas, comme nous le savons aujourd'hui, un témoin fiable. Il ne connut Beethoven qu'en 1822, tous les détails des années précédentes doivent être pris avec les précautions les plus grandes. Contrairement à ce qu'il écrivait dans la troisième édition de sa biographie de Beethoven en 1860, Schindler n'était nullement présent lors des événements qu'il décrit. En outre, il parle de « quelques valses », mais le WoO 17 ne contient pas seulement des valses mais aussi des ländler et des menuets, qui ne sont pas mentionnés dans la liste de Schindler. Riemann a aussi ignoré un autre aspect important : Beethoven utilise de manière intensive des cahiers d'esquisses. Or, on n'a retrouvé aucune esquisse pour le WoO 17 les cahiers de 1819. Selon Kojima, l'analyse stylistique des danses WoO 17, les disqualifie également.

### Gratulations-Menuett en mi bémol majeurWoO 3
Date de composition : 1822.
Durée : environ cinq minutes.
Publication : 1832 (posthume), Artaria.
Partition libre.
En 1821, un ami du compositeur, le dramaturge Karl Friedrich Hensler (1761-1825), devient le directeur du théâtre de la Josefstadt et entreprend sa reconstruction. Le 3 octobre 1822, à l'occasion de la réouverture, parmi d'autres compositions musicales et lectures faites en l'honneur de Hensler, Beethoven propose une adaptation des Ruines d'Athènes opus 113 (une nouvelle ouverture, La Consécration de la maison opus 124 ainsi qu'un nouveau numéro Wo sich die Pulse jugendlich jagen, chœur et soprano solo, WoO 98).
Le 4 novembre était le jour de la Saint-Charles, mais Hensler le célébra le jour précédent, c'est-à-dire le 3 novembre 1822. Après la représentation du soir, tous les employés s'étaient réunis dans le théâtre illuminé et décoré afin de surprendre le directeur par un discours. Une fois les discours achevés, Hensler était retourné, très ému, à son appartement dans le théâtre, ne se doutant pas que la vraie surprise devait encore venir. Les musiciens s'étaient réunis sous les fenêtres de son appartement, dans la rue, pour lui jouer plusieurs sérénades, y compris le menuet que Beethoven avait spécialement composé pour l'occasion.
Bien que le menuet fût seulement une œuvre de circonstance, Beethoven y tenait beaucoup et en offrit une copie à l'archiduc Rodolphe. Il a proposé le menuet à plusieurs éditeurs (Peters, Schlesinger, Schott et Probst) mais celui-ci sera publié seulement à titre posthume par Artaria à Vienne en 1832 avec une dédicace de l'éditeur à Karl Holz.
Curieusement, ce menuet revient à des incursions précédentes de Beethoven dans le genre et n'est pas du niveau des menuets plus avancés figurant dans les symphonies, les quatuors à cordes et les sonates de la dernière période. La première section, belle et élégante, est reprise avec une instrumentation différente, de manière humoristique par les bassons. Suit un trio, où Beethoven affiche une écriture colorée pour les vents, puis la reprise du thème principal avant la coda.